# Tadschikische Botschaft in Berlin

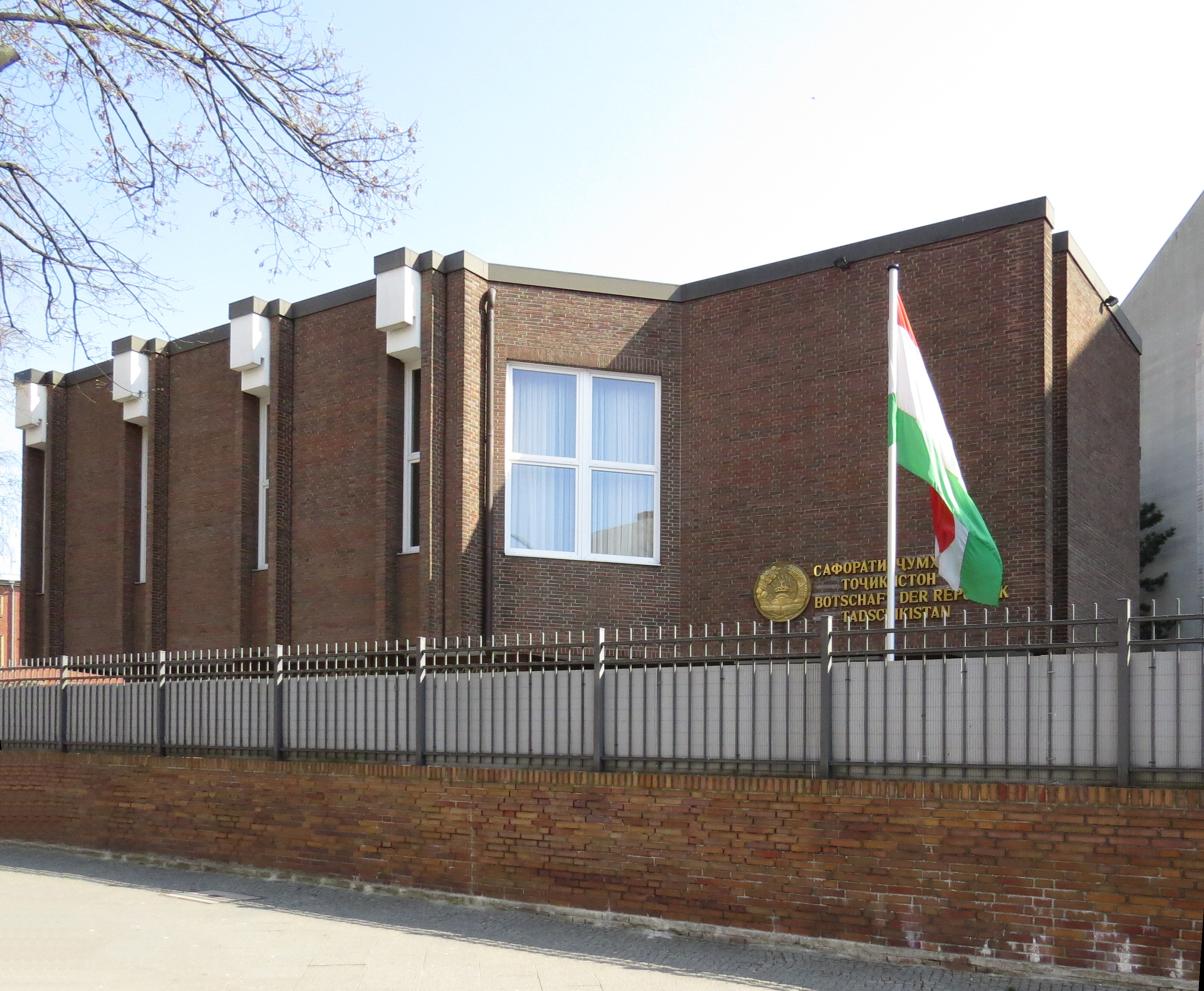
Botschaftsgebäude, Ansicht von der Perleberger Straße (2019)

Die tadschikische Botschaft in Berlin ist die diplomatische Vertretung Tadschikistans in der Bundesrepublik Deutschland. Sie befindet sich in der Perleberger Straße 43 im Ortsteil Moabit des Bezirks Mitte.
Botschafter ist seit dem 17. Februar 2022 Imomudin Sattorov. Er ist gleichzeitig in Polen und Tschechien akkreditiert.
Tadschikistan unterhält ein Honorarkonsulat in Hamburg.

## Geschichte der diplomatischen Beziehungen
Zwischen 1924 und 1991 nahm die Sowjetunion alle internationalen Beziehungen für ihre Teilrepubliken wie die Tadschikische SSR wahr. Nach dem Zerfall der Sowjetunion wurde Tadschikistan 1991 unabhängig. Am 28. Februar 1992 nahmen Tadschikistan und die Bundesrepublik Deutschland diplomatische Beziehungen auf. Deutschland richtete in der Hauptstadt Duschanbe seine Botschaft ein. Im Gegenzug eröffnete Tadschikistan in der Hans-Böckler-Straße 3 in Bonn seine erste Botschaft in Europa.
Aufgrund des Umzugs von Bundestag und Regierung nach Berlin verlegte auch die Botschaft Tadschikistans ihren Sitz in die neue deutsche Hauptstadt, zunächst in ein Geschäftshaus in der Otto-Suhr-Allee 84 im Ortsteil Charlottenburg des Bezirks Charlottenburg-Wilmersdorf. Jetzt (Stand: 2023) befindet er sich in der Perleberger Straße 43.

## Botschafter
- 2007: Imomudin Sattorov
- 16. Juli 2014: Malikscho Nematov[7]
- 25. November 2018: Sohibnazar Gayratshoev[8]
- 17. Februar 2022: Imomudin Sattorov[9]

## Aufgaben der Botschaft (Auswahl)
- Vertretung der Interessen der tadschikischen Regierung in Deutschland
- Herstellung und Pflege politischer, wirtschaftlicher, wissenschaftlicher und touristischer Beziehungen zwischen Deutschland und Tadschikistan (bilateral und international)
- Wahrnehmung aller personellen Angelegenheiten von Bürgern der Republik Tadschikistan in Deutschland
- Bekanntmachung der Kultur von Tadschikistan in Deutschland, vor allem durch Organisation von entsprechenden Treffen, Gesprächen oder Veranstaltungen (wie das Treffen zwischen deutschen Bürgern und Vertretern der tadschikischen Diaspora im Jahr 2018 unter dem Motto „Jahr der Entwicklung des Tourismus und Volkshandwerke in Tadschikistan“)[10]
- Anleitung und Zusammenarbeit mit dem tadschikischen Honorarkonsulat in Hamburg[11]
- Enge Zusammenarbeit mit der seit Ende der 1990er Jahre bestehenden deutsch-tadschikischen Gesellschaft[12]

## Botschaftsgebäude

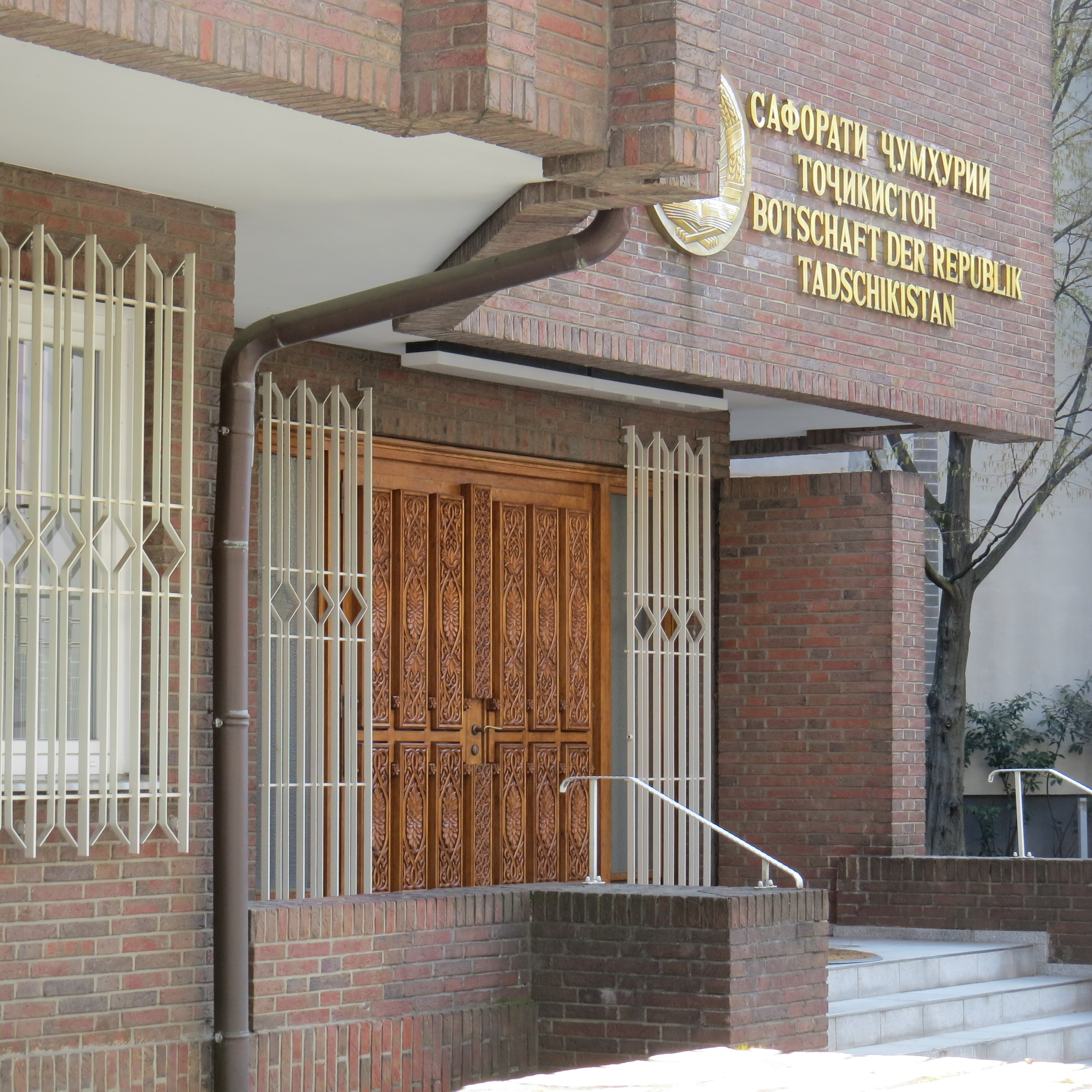
Eingang

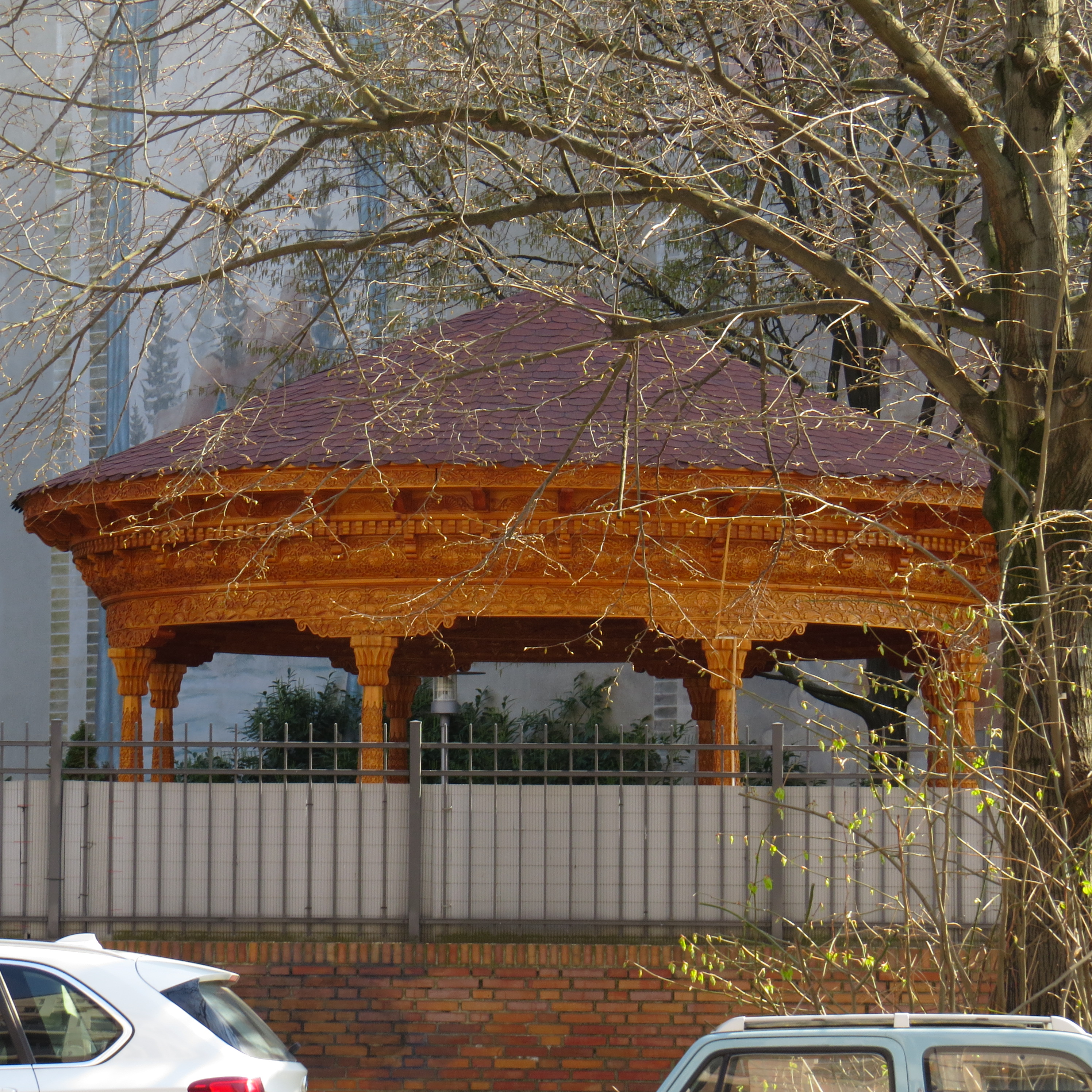
Gartenpavillon

Das Botschaftsgebäude war eine Kirche der Neuapostolischen Gemeinde Berlins. Die tadschikische Regierung erwarb im März 2008 dieses Bauwerk. Das bereits längere Zeit leerstehende Haus war zuvor noch der Kulturinitiative MO21 zur Nutzung als Kulturhaus Moabit zugesagt worden.
Nun ließen die Tadschiken umfangreiche Umbaumaßnahmen im Inneren vornehmen, die von der Baubehörde im Zusammenhang mit dem Kauf genehmigt worden waren. Das Gebäude weist einen mehreckigen Grundriss auf und ist ein relativ schmuckloser Klinkerbau im Stil des Kubismus. Auf der schmalen Giebelseite zur Straßenkreuzung ist anstelle des früheren neuapostolischen Kirchenkreuzes eine Krone mit sieben Sternen darüber, Teil des tadschikischen Wappens, aus einzelnen vergoldeten Reliefteilen angebracht. Die Krone bezieht sich auf die Landesgeschichte, die sieben Sterne symbolisieren den Heiligen Geist und die sechs Schutzgeister der Rinder, des Feuers, des Metalls, der Erde, des Wassers und der Pflanzen>.
Die Eingangstüren des ehemaligen Gotteshauses sind Eigenanfertigungen mit Volkskunstmotiven. Das dreieckige Gelände wurde neu eingezäunt, wobei die vorhandene Mauer erhalten blieb, die an einigen Stellen im Beinbereich vergitterte Ausschnitte aufweist. Sie ist mit einem metallenen Zaunaufsatz erhöht worden, der Blick auf das frühere Kirchengebäude ist dadurch teilweise erhalten geblieben. Zusätzlich wurde im Garten, hinter dem Zaun an der Perleberger Straße und dicht neben der Einfahrt, ein großer hölzerner geschnitzter Pavillon aufgestellt.
Am 14. Dezember 2011 weihten der damalige tadschikische Präsident Emomalij Rahmon (im Rahmen eines dreitägigen Staatsbesuches in Deutschland) und die deutsche Bundeskanzlerin Angela Merkel das Botschaftsgebäude feierlich ein.

## Unmittelbares Umfeld

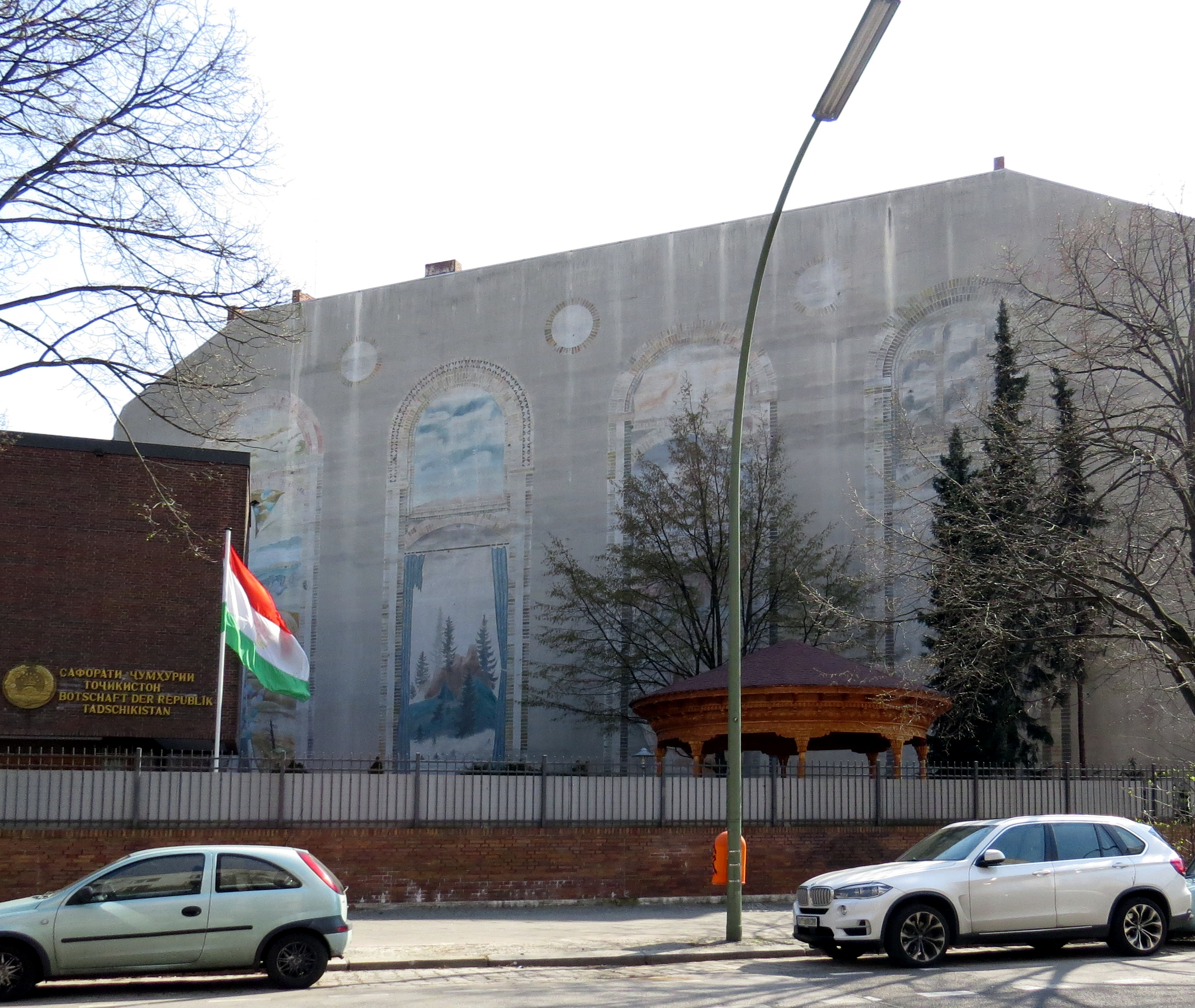
Großflächiges Wandbild an der Grenze zum Botschaftsgelände

Eine lange Brandmauer des Wohnblocks zwischen der Lübecker und der Perleberger Straße, die an das Grundstück der Botschaft anschließt, ist – offenbar im Auftrag der Botschaft – mit vier hochformatigen zartfarbigen Wandbildern geschmückt, die typisierte Landschaften „aus der Heimat“ darstellen und im Stil chinesischer Aquarelle gehalten sind.